# 凡尔赛条约 (1768年)
凡爾賽條約(Treaty of Versailles)，是熱那亞共和國與法國簽訂於1768年5月15日的條約，主要内容是將科西嘉島出售給法國。
自1284年起，科西嘉一直由熱那亞共和國統治。18世紀時，科西嘉人開始尋求獨立。
1736年，德國冒險家特奧多爾·馮·諾伊霍夫曾在英國與荷蘭的支持下，短暫地成為科西嘉國王。
1755年，帕斯夸莱·保利建立科西嘉共和國，促使熱那亞共和國於1764年尋求法國的軍事支援。
根据凡爾賽條約，熱那亞出售科西嘉島予法國。
1768年9月，法軍入侵科西嘉，並在1769年的蓬泰诺沃战役，完全佔領科西嘉島，將島嶼納入法國國王治下，直到法國大革命後脫離王治。